# 馬籠恵子
馬籠　恵子（まごめ　けいこ、1983年7月7日 -）は滋賀県出身の日本の柔道家。78kg超級の選手。身長は163cm。

## 人物
松原中学を経て草津高校に入学してから柔道を始めた。2年の時には早くも高校選手権の78kg超級で3位に入った。
2002年に東海大学へ進学すると、1年の時には全日本ジュニアで優勝を飾った。青島国際では78kg超級と無差別でそれぞれ3位に入った。2年の時には学生体重別で3位になった。3年の時には優勝大会で優勝すると、学生体重別では決勝で筑波大学2年の杉本美香を破って2冠を達成した。講道館杯では3位だった。4年の時には学生体重別の決勝で杉本に敗れて2連覇はならなかった。講道館杯では昨年に続いて3位だった。
2006年には社会福祉法人｢ほのぼの会｣の所属となると、実業個人選手権で優勝を飾るが、講道館杯では3年連続して3位にとどまった。福岡国際では78kg超級と無差別でともに3位となった。2007年の実業個人選手権では2連覇を果たした。2008年の講道館杯では3位だった。

## 主な戦績
(階級表記のない大会は全て78kg超級での成績)
- 2001年 -　高校選手権　3位
- 2002年　- 全日本ジュニア　優勝
- 2002年 -　青島国際　78kg超級  3位 無差別 3位
- 2003年 -　学生体重別　3位
- 2004年 -　優勝大会　優勝
- 2004年 -　学生体重別　優勝
- 2004年　- 講道館杯 3位
- 2005年 -　松前カップ　78kg超級  優勝 無差別 優勝
- 2005年 -　学生体重別　　2位
- 2005年　- 講道館杯 3位
- 2006年　- 実業個人選手権　優勝
- 2006年　- カナダ国際　優勝
- 2006年　- 講道館杯 3位
- 2006年 -　福岡国際　78kg超級  3位 無差別 3位
- 2007年　- 実業個人選手権　優勝
- 2008年　- 実業個人選手権 3位
- 2008年　- 講道館杯 3位

(出典、JudoInside.com)